# Marie Cazin

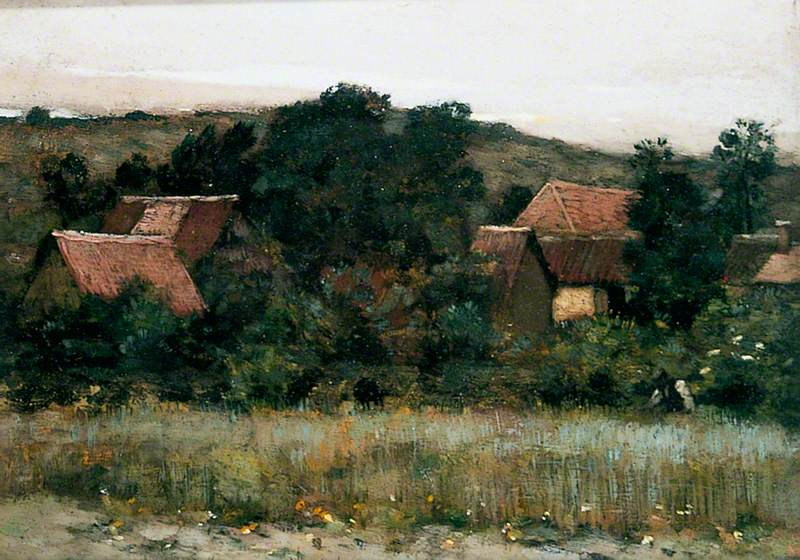
Sat printre copaci

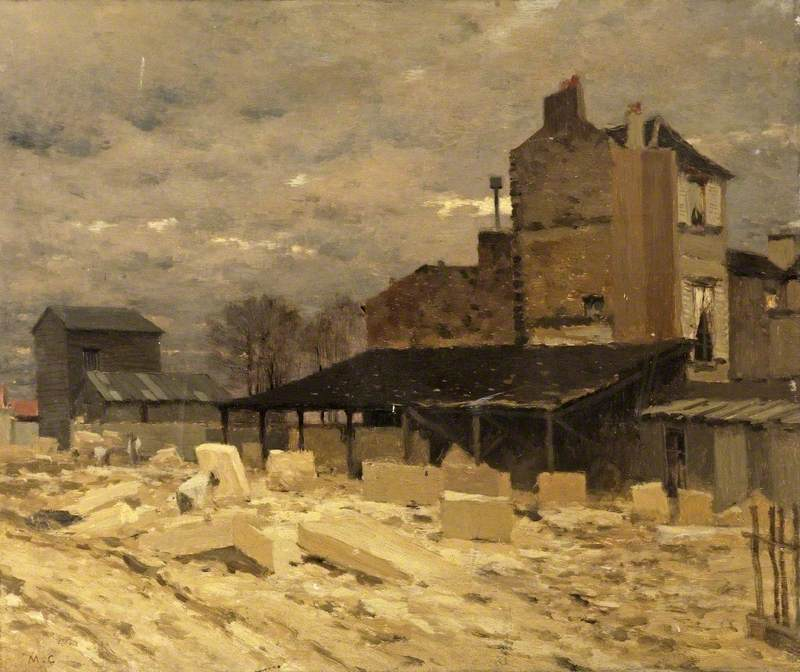
Curtea de piatră

Marie Cazin, născută Marie Clarisse Marguerite Guillet (n. 19 septembrie 1844, Paimbœuf, Pays de la Loire, Franța – d. 18 martie 1924, Équihen-Plage, Nord-Pas-de-Calais, Franța), a fost o peisagistă, artistă decorativă și sculptoriță franceză.

## Biografie
A studiat la Paris cu Juliette Peyrol-Bonheur⁠(d) (1830 – 1891), sora Rosei Bonheur⁠(d), și cu Jean-Charles Cazin, cu care s-a căsătorit în 1868. Începând cu 1876, a expus picturi la Salon des Artistes Français⁠(d) și, din 1882, a prezentat și sculpturi. De asemenea, a expus la Academia Regală de Arte⁠(d) în 1874 și 1878.
Cea mai cunoscută sculptură a ei, „Tinerele doamne” a fost prezentată în 1886 și achiziționată de guvern în 1899. În prezent, aceasta este expusă la Musée du Luxembourg. A expus cu Les XX la Bruxelles în 1887 și a câștigat o medalie de aur la Expoziția Universală de la Paris din 1889.
În 1891, a devenit membră a Société Nationale des Beaux-Arts. Cazin și-a expus lucrările la Palatul Artelor Frumoase la Expoziția Mondială Columbian din 1893 din Chicago, Illinois. După moartea soțului său, a proiectat monumentul pentru mormântul acestuia. A proiectat, de asemenea, un monument pentru doctorii Hubert Cazin (1724-1795) și Paul Perrochaud în Berck.
O temă proeminentă în picturile ei sunt femeile la locul de muncă. În timpul Primului Război Mondial, ea a păstrat un atelier în Cartierul Latin. În plus față de munca sa obișnuită, a creat mai multe fresce la comandă și a realizat proiecte pentru Fabrica Gobelins. Cu câțiva ani înainte de moartea sa, s-a retras în Pas-de-Calais.
Fiul ei, Michel Cazin⁠(d) (1869–1917), a devenit un gravor bine cunoscut.
Cazin a fost inclusă în expoziția din 2018 Femei la Paris 1850-1900.